# 唐人宮樂圖
《唐人宮樂圖》是一件來自中國唐代的帛画，其畫家和畫作創作確切年份不詳，該文物目前於臺北市國立故宮博物院典藏。並被列為中華民國國寶。

## 繪畫
《唐人宮樂圖》原籤題標為《元人宮樂圖》，該畫作並無作者名款，其作品描繪了一羣宮中女子圍着舉辦宴會飲的歡樂場面，該畫中具有十二位人物，包括十名宮女和兩名站著的侍女圍著一張大長方形壼門床。一些宮女被描繪成品茗，而另一些則進行著行酒令。遠端的四位女子則負責演奏音樂以活躍氣氛。描繪的樂器從左到右依次為竹笛、古琴、琵琶。一名侍女輕敲傳統打擊樂器拍板以保持節拍。桌子底下描繪了一隻小狗。
在細節中，宮女髮型多數為頂部朝同一個方向梳理之「墜馬髻」，侍女的髮型則朝兩個方向梳理並在耳朵周圍打結之「垂髻」。除了花冠外也呈現著當時唐代女性所流行的裝束。此外，畫面中也出現席、腰子狀月牙几子、飲酒用之羽觴等，展現晚唐時期娛樂、時尚風俗。由於絹本幅面格局短窄，該畫作推測原本可能是中晚唐時期宮中使用之裝飾屏風，後來被改裝掛軸形式。

## 外部連結
- 唐人宮樂圖 - 國立故宮博物院 （页面存档备份，存于）
- Entry at the National Palace Museum website （页面存档备份，存于）
- YouTube上的A Palace Concert in 3D
- 唐人宮樂圖 - 開放博物館 （页面存档备份，存于）